# Pierre Bourdieu
« Bourdieu » redirige ici. Pour les autres significations, voir Bourdieu (homonymie).
Pierre Bourdieu, né le 1er août 1930 à Denguin (Pyrénées-Atlantiques) et mort le 23 janvier 2002 à Paris 12e, est un sociologue français.
Il est considéré comme l'un des sociologues les plus importants de la seconde moitié du XXe siècle. Son ouvrage La Distinction fut classé parmi les dix plus importants travaux en sociologie du siècle par l'Association internationale de sociologie.
Par ailleurs, du fait de son engagement public, il est devenu, dans les dernières années de sa vie, l’un des acteurs principaux de la vie intellectuelle française. Sa pensée a exercé une influence considérable dans les sciences humaines et sociales, en particulier sur la sociologie française d’après-guerre. Sociologie du dévoilement, elle a fait l’objet de nombreuses critiques, qui lui reprochent en particulier une vision fataliste du social dont il se défendait.
Son œuvre sociologique s'appuie sur une analyse des mécanismes de reproduction des hiérarchies sociales. Bourdieu insiste sur l’importance des facteurs culturels et symboliques dans cette reproduction sociale et il critique le primat donné aux facteurs économiques dans les conceptions marxistes. Il entend souligner que la capacité des agents en position de domination à imposer leurs productions culturelles et symboliques joue un rôle essentiel dans la reproduction des rapports sociaux de domination. Ce que Pierre Bourdieu nomme la violence symbolique, qu’il définit comme la capacité à faire méconnaître l’arbitraire de ces productions symboliques, et donc à les faire admettre comme légitimes, est d’une importance majeure dans son analyse sociologique.
Le monde social des sociétés modernes apparaît à Pierre Bourdieu comme divisé en ce qu’il nomme des « champs ». Il lui semble, en effet, que la différenciation des activités sociales a conduit à la constitution de sous-espaces sociaux, comme le champ artistique ou le champ politique, spécialisés dans l’accomplissement d’une activité sociale donnée. Ces champs sont dotés d’une autonomie relative envers la société prise dans son ensemble. Ils sont hiérarchisés et leur dynamique provient des luttes de compétition que se livrent les agents sociaux pour y occuper les positions dominantes. Ainsi, comme les analystes marxistes, Pierre Bourdieu insiste sur l’importance de la lutte et du conflit dans le fonctionnement d’une société. Mais pour lui, ces conflits s’opèrent avant tout dans des champs sociaux. Ils trouvent leur origine dans leurs hiérarchies respectives, et sont fondés sur l’opposition entre agents dominants et agents dominés. Pour Bourdieu, les conflits ne se réduisent donc pas aux conflits entre classes sociales sur lesquels se centre l’analyse marxiste.
Pierre Bourdieu a également développé une théorie de l'action, autour du concept d’habitus, qui a exercé une grande influence dans les sciences sociales. Cette théorie cherche à montrer que les agents sociaux développent des stratégies, fondées sur un petit nombre de dispositions acquises par socialisation qui, bien qu'inconscientes, sont adaptées aux nécessités du monde social. L’œuvre de Bourdieu est ainsi ordonnée autour de quelques concepts recteurs : habitus comme principe d’action des agents, champ comme espace de compétition sociale fondamental et violence symbolique comme mécanisme premier d’imposition des rapports de domination. Bourdieu a désigné son approche des structures sociales dans leur dimension de constitution et de transformation sous le terme de structuralisme génétique (ou constructiviste).

## Biographie

### Famille
Pierre Bourdieu est né le 1er août 1930 dans les Pyrénées-Atlantiques à Denguin, petit village du Béarn. Il est né du mariage d'Albert Bourdieu (né à Gouze le 19 juillet 1900, mort le 5 décembre 1980, à Denguin) et de Noémie Marthe Duhau (née à Ozenx-Montestrucq le 23 juillet 1908, décédée le 11 avril 2005 à Orthez ou née le 22 août 1905 à Lanneplaà, décédée 5 déc 1995 à Pau) qui se sont mariés à Denguin le 26 février 1927. « Pierre » est le prénom de son grand-père paternel (Pierre Bourdieu, né en 1867 et décédé en 1953, à Denguin) et de son arrière-arrière-grand-père (Pierre Bourdieu, en 1864 à Mont), Son père, issu de la petite paysannerie béarnaise (il est fils de cultivateur, petit-fils de laboureur) est d'abord cultivateur journalier, puis devient facteur et, par la suite, facteur-receveur puis receveur des postes de la commune, sans quitter son milieu rural,. Sa mère a une origine sociale proche, quoique légèrement supérieure, puisqu'elle est issue d'une lignée de propriétaires à Lasseube. Sa sœur, Laura Simonnet, étudie à l'École normale supérieure avant de devenir docteure en histoire.[réf. nécessaire]
Pierre Bourdieu vivra à Denguin jusqu'à ses 7 ans, puis à Lasseube, où il retournera en vacances tous les étés.
En 1962, il épouse Marie-Claire Brizard, historienne et ingénieure d'étude au CNRS. Il est le père de trois enfants, tous trois normaliens,,, : Jérôme Bourdieu (Lettres, 1984), directeur de recherche en économie à l'INRA ; le réalisateur Emmanuel Bourdieu (Lettres, 1986) ; Laurent Bourdieu (Sciences, 1988), physicien à l'école des neurosciences de Paris.

### Formation

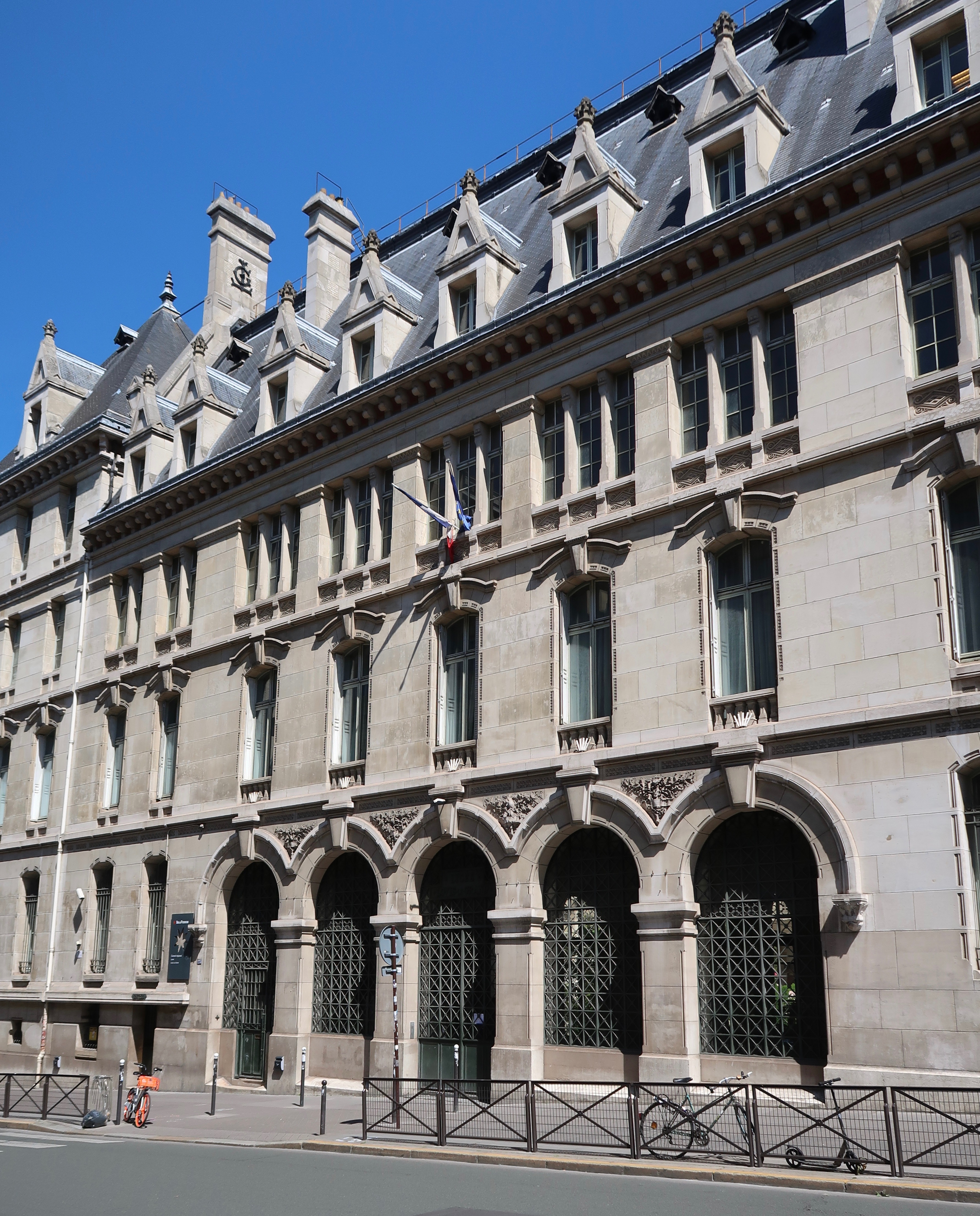
Le lycée Louis-le-Grand, rue Saint-Jacques.

Interne au lycée Louis-Barthou de Pau où la lecture et le rugby seront ses refuges, Pierre Bourdieu est un excellent élève et attire l'attention du proviseur, Bernard Lamicq, ancien élève de l’École normale supérieure (selon Bourdieu : « un des rares, sinon le seul normalien béarnais »), qui l'encourage à s’inscrire en classe préparatoire au lycée Louis-le-Grand de Paris, ce qu'il fait en 1948.
Il est reçu à l’École normale supérieure en 1951. Celui que ses camarades appellent de son deuxième prénom, Félix, y retrouvera peu à peu ses anciens condisciples de classe préparatoire comme Jacques Derrida, Lucien Bianco ou Louis Marin. Alors que la scène philosophique française est dominée par la figure de Jean-Paul Sartre, par le marxisme et par l'existentialisme, Bourdieu réagit comme de nombreux normaliens de sa génération ; ces derniers se sont orientés préférentiellement vers l'étude des « courants dominés »[réf. incomplète] du champ philosophique : le pôle de l'histoire de la philosophie proche de l'histoire des sciences, représenté par Martial Guéroult et Jules Vuillemin, et l'épistémologie enseignée par Gaston Bachelard et Georges Canguilhem.
Pierre Bourdieu soutient en 1953, sous la direction d'Henri Gouhier, un mémoire sur les Animadversiones de Leibniz. En plus de son cursus, il suit aussi le séminaire d'Éric Weil à l'École pratique des hautes études sur la philosophie du droit de Hegel.
Reçu septième à l'agrégation de philosophie en 1954, il s'inscrit auprès de Georges Canguilhem pour une thèse de philosophie sur les structures temporelles de la vie affective, qu'il abandonne en 1957 afin de se consacrer à des études ethnologiques de terrain, ce qui représente déjà un déclassement dans la hiérarchie des disciplines du champ académique (il revient sur cette partie de sa trajectoire académique dans son ouvrage Esquisse pour une auto-analyse).

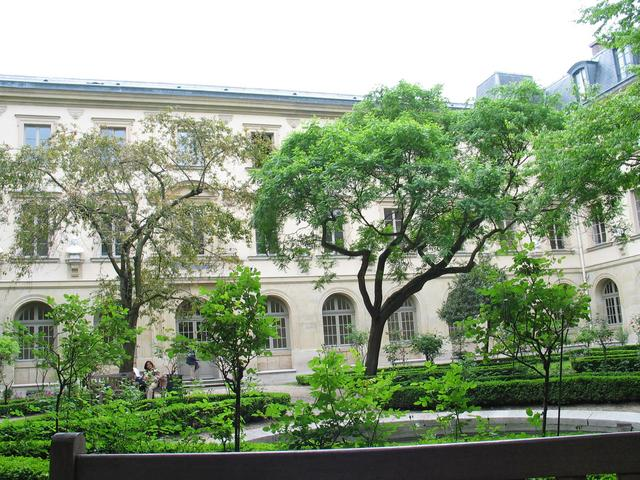
École normale supérieure, cour aux Ernests.

### Début de carrière
Georges Canguilhem place son thésard à proximité de Paris, comme professeur de philosophie au lycée Théodore-de-Banville de Moulins pour l'année scolaire 1954-1955. Mais Pierre Bourdieu doit remplir ses obligations militaires. Après avoir refusé de suivre la formation d’élève officier de réserve, il est affecté au service psychologique des armées à Versailles. Il est trouvé en possession d'un numéro censuré de L'Express relatif à la question algérienne. Il aurait ainsi perdu son affectation pour raisons disciplinaires, et, rapidement embarqué avec des jeunes appelés en Algérie dans le cadre de la « pacification », il y accomplit l’essentiel du service militaire, qui dure deux ans[réf. incomplète].
Il fait d'abord partie d'une petite section qui garde un dépôt d'essence. Grâce à l'intervention de sa famille, il est affecté au Gouvernement général d'Alger, dans les services administratifs de la Résidence Générale, sous les ordres de Robert Lacoste. De 1958 à 1960, il poursuit ses études sur l’Algérie en accomplissant des études de terrain et il prend un poste d’assistant à la Faculté des Lettres d’Alger[réf. incomplète],,.

### Algérie: passage à la sociologie

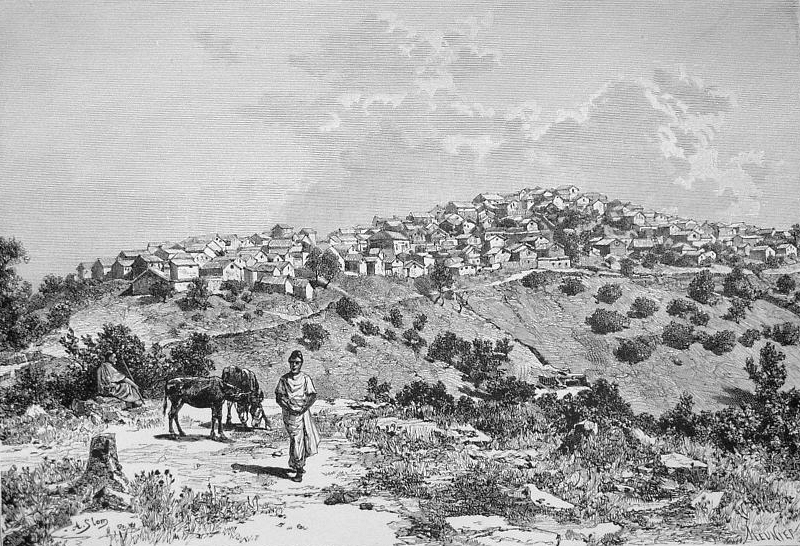
Un village kabyle traditionnel.

Cette période algérienne est décisive : c’est là, en effet, que se décide sa carrière de sociologue[réf. incomplète]. Délaissant les « grandeurs trompeuses de la philosophie », il conduit ainsi, sans formation initiale dans ce domaine, toute une série de travaux d’ethnologie en Algérie, qui aboutissent à l’écriture de plusieurs livres. Ses premières enquêtes le mènent dans les régions de Kabylie et de Collo, bastions nationalistes où la guerre fait rage. Sa Sociologie de l’Algérie, synthèse des savoirs existants sur ces trois départements français, est publiée dans la collection « Que sais-je ? » en 1958. Après l'Indépendance algérienne, il publie, en 1963, Travail et travailleurs en Algérie, étude de la découverte du travail salarié et de la formation du prolétariat urbain en Algérie, en collaboration avec Alain Darbel, Jean-Paul Rivet et Claude Seibel. En 1964, il publie Le Déracinement. La crise de l’agriculture traditionnelle en Algérie, en collaboration avec son ami algérien Abdelmalek Sayad, sur la destruction de l’agriculture et de la société traditionnelle, et la politique de regroupement des populations par l’armée française. Après son retour en France, Bourdieu profite, jusqu’en 1964, des vacances scolaires pour collecter de nouvelles données sur l’Algérie urbaine et rurale de l’époque[réf. nécessaire].
Le terrain ethnologique de la population de la zone montagneuse de la Kabylie ne cessa, même après qu’il eut cessé de s’y rendre, de nourrir l’œuvre anthropologique de Pierre Bourdieu. Ses principaux travaux sur la théorie de l'action Esquisse d’une théorie de la pratique (1972) et Le Sens pratique (1980) naissent ainsi d’une réflexion anthropologique sur la société kabyle traditionnelle. De même, son travail sur les rapports de genre, La Domination masculine (1998), s'appuie sur une analyse des mécanismes de reproduction de la domination masculine dans la société traditionnelle kabyle.
L'enquête algérienne s'appuie entre autres sur la pratique photographique, dont quelques clichés illustrent les livres publiés de son vivant par le sociologue. Néanmoins, il reste toute sa vie méfiant et réticent quant à l'emprise trop grande des images, qui donnent une illusion de connaissance et préfère mettre en avant ses textes. Ce n'est que dix ans après sa disparition, en 2012, que les images prises par Pierre Bourdieu cinquante ans auparavant font l'objet d'une première exposition monographique, organisée à Tours par Christine Frisinghelli et Franz Schultheis sous l'égide du « Jeu de Paume », de Camera Austria et de la Fondation Bourdieu[source insuffisante].

### Chercheur et universitaire
En 1960, Pierre Bourdieu regagne Paris, pour devenir l'assistant de Raymond Aron à la Faculté de Lettres de l’Université de Paris,. Raymond Aron fait également de lui le secrétaire du Centre de sociologie européenne, institution de recherche qu'il a fondée en 1959, à partir de reliquat de structures d'après-guerre et avec l'aide financière de la fondation Ford.
Entre 1961 et 1964, il est maître de conférences à l’Université de Lille, poste qu'il occupe tout en continuant d'intervenir à Paris dans le cadre de cours et de séminaires. À Lille, il retrouve Éric Weil et fait connaissance avec l'historien Pierre Vidal-Naquet et surtout l'herméneute, philologue et germaniste, Jean Bollack qui devient un ami fidèle.
Au milieu des années 1960, il s'installe avec sa famille à Antony, dans la banlieue sud de Paris. La famille rejoint le Béarn pendant les vacances scolaires. Pierre Bourdieu s'intéresse au Tour de France cycliste et pratique à bon niveau de nombreux sports individuels et collectifs, tels le tennis et le rugby en particulier.

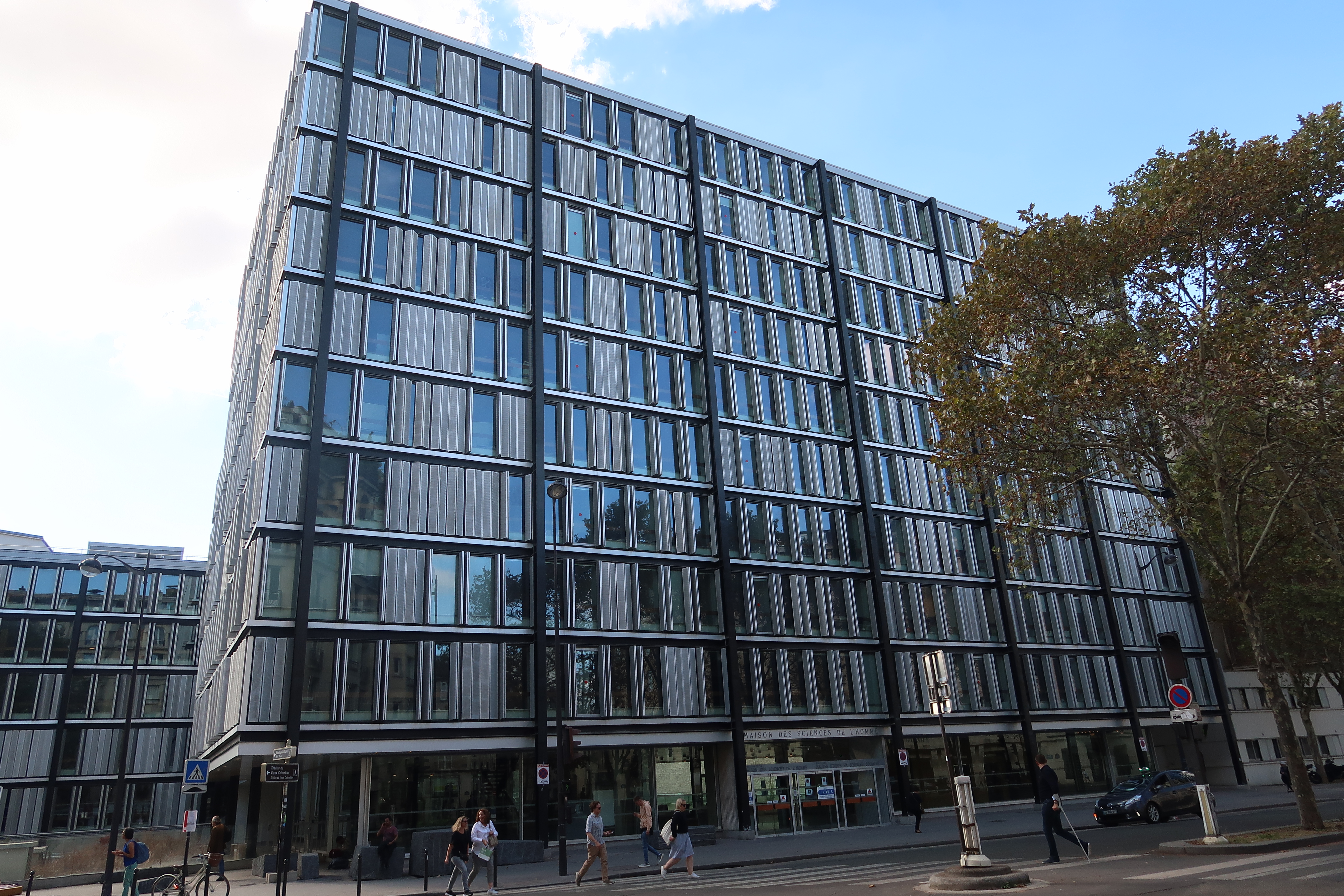
Siège principal de l'École des hautes études en sciences sociales (EHESS) au 6e arrondissement de Paris.

### École des hautes études en sciences sociales
En 1964, Pierre Bourdieu rejoint la VIe section de l’École pratique des hautes études (EPHE), qui devient en 1975 l’École des hautes études en sciences sociales (EHESS). La même année, sa collaboration commencée plus tôt avec Jean-Claude Passeron aboutit à la publication de l’ouvrage Les Héritiers, qui rencontre un vif succès et contribue à faire de lui un sociologue « en vue ».
À partir de 1965, avec Un Art moyen. Essais sur les usages sociaux de la photographie, suivi en 1966 par L’amour de l’Art, Pierre Bourdieu engage une série de travaux portant sur les pratiques culturelles, qui occupent une part essentielle de son travail sociologique dans la décennie suivante, et qui débouchent sur la publication, en 1979, de La Distinction : critique sociale du jugement, qui est son œuvre la plus connue et la plus importante pour le champ sociologique, et qui figure parmi les dix plus importantes œuvres sociologiques du monde au XXe siècle dans le classement établi par l'International Sociological Association.

### Directeur de centre de recherche
À l'issue des événements de Mai 68 auxquels Pierre Bourdieu participe en qualité de scientifique, il rompt avec son maître Raymond Aron, penseur libéral, qui désapprouve ce mouvement social. En 1968, il fonde le Centre de sociologie de l'éducation et de la culture, qui s'émancipe du Centre de sociologie européenne. La même année, il publie avec Jean-Claude Chamboredon et Jean-Claude Passeron Le métier de sociologue, un traité dans lequel ils exposent, à partir d’un choix de textes d’auteurs, les méthodes de la sociologie.
En 1985, Pierre Bourdieu devient directeur du Centre de sociologie européenne, dont il avait assuré le premier développement au secrétariat au début des années 1960. Le CNRS exige en 1997 une fusion avec le Centre de sociologie de l'éducation et de la culture. La structure préservant les missions des deux entités est dirigée par son élève Remi Lenoir.
La réception des travaux de Pierre Bourdieu dépasse progressivement le milieu de la sociologie française. Il est en particulier lu dans les milieux historiens francophones, notamment à l'EHESS. Les années 1970 voient émerger une reconnaissance anglo-saxonne[réf. nécessaire]. L'Allemagne, grâce à l'action de Joseph Jurt, suit avec plus d'une décennie de retard.

### Collège de France

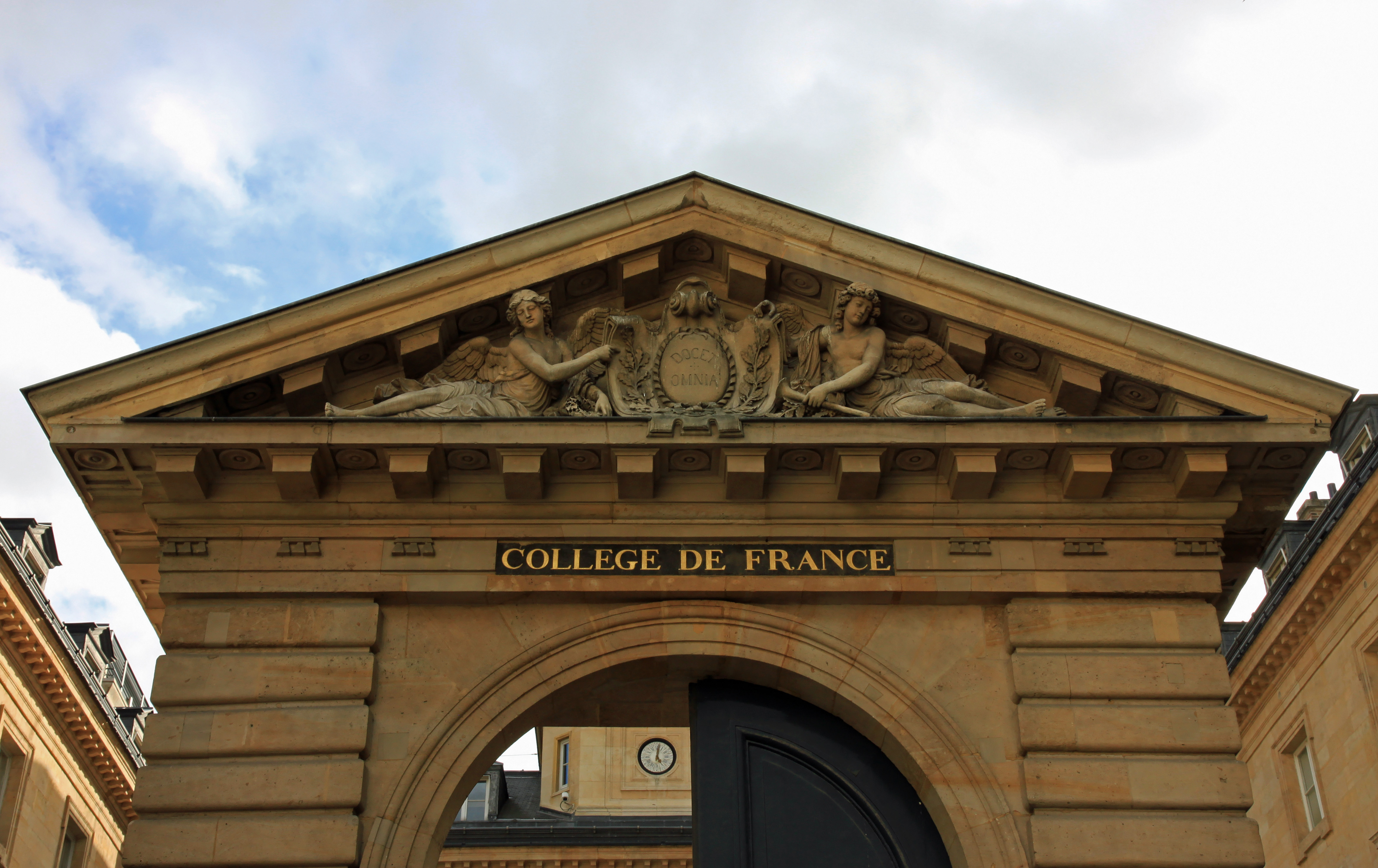
Fronton du Collège de France.

Grâce notamment à l'appui d'André Miquel, Pierre Bourdieu devient professeur titulaire au Collège de France en 1981.
Sa leçon inaugurale, prononcée le 23 avril 1982, s'intitule Leçon sur la leçon qui porte sur les leçons inaugurales prononcées au Collège de France.
Ses enseignements et séminaires portèrent sur :
- La sociologie générale, de 1981 à 1986 ;
- L'État, de 1987 à 1992 ;
- L'économie, de 1992 à 1994 ;
- La culture, de 1995 à 1996 ;
- Les « Raisons et histoires », de 1996 à 1997 ;
- La domination, de 1997 à 1998 ;
- Les champs, de 1998 à 2000 ;
- La science dans l'histoire et la société, de 2000 à 2001.

Plusieurs de ces cours ont été publiés (V. bibliographie plus bas).
Il est le premier sociologue à recevoir la médaille d'or du CNRS en 1993.

### Éditeur
Parallèlement à sa carrière universitaire, Pierre Bourdieu a mené une importante activité d'éditeur, qui lui a permis de pleinement diffuser sa pensée. En 1964, il devient directeur de la collection « Le sens commun » aux éditions de Minuit, jusqu’en 1992 où il change d’éditeur, au profit des éditions du Seuil. Dans cette collection, Pierre Bourdieu publie la plupart de ses livres, ainsi que ceux de chercheurs influencés par lui, favorisant ainsi la diffusion de sa pensée. Bourdieu publie également des classiques des sciences sociales (Émile Durkheim, Marcel Mauss, etc.) ou de la philosophie (Ernst Cassirer, Erwin Panofsky, etc.). La collection fait également découvrir aux lecteurs français des sociologues américains de premier plan (traductions d’Erving Goffman). Après son passage aux éditions du Seuil, il y fonde la collection « Liber », en continuité avec la collection « Le sens commun ».
En 1975, il crée, notamment avec le soutien de Fernand Braudel, la revue Actes de la recherche en sciences sociales, qu'il dirige jusqu'à sa mort. Cette publication est un lieu d’exposition de ses travaux et de ceux de ses élèves. Elle se démarque des revues universitaires traditionnelles par le recours à de nombreuses illustrations (photographie, bande dessinées, etc.), son grand format et sa mise en page.
En 1995, à la suite des mouvements sociaux et pétitions de novembre-décembre en France, il fonde la maison d'édition Raisons d’agir, à la fois militante et universitaire, publiant des travaux, souvent de jeunes chercheurs qui lui sont liés, procédant à une critique du néolibéralisme.

### Engagement
À partir du début des années 1980, Bourdieu s’implique davantage dans la vie publique. Il participe notamment au soutien à Solidarność en partie en raison de la sollicitation de Michel Foucault. En 1981, Bourdieu, avec Gilles Deleuze et d'autres intellectuels soutiennent le principe de la candidature de Coluche à l’élection présidentielle. Le sociologue y voyait dans les accusations de poujadisme portées contre la candidature de Coluche par les hommes politiques, la volonté de ces derniers de préserver leur monopole de la représentation politique, et de se protéger contre la menace d’un « joueur » qui refuse les règles habituelles du jeu politique, montrant ainsi leur arbitraire. Ce n'est que dans les années 1990 qu'il s'engage pleinement dans la vie publique, réinvestissant la figure de l’intellectuel engagé.
En 1993 est publié La Misère du monde, un ouvrage d'entretiens et de témoignages réalisé par des sociologues et dirigé par Bourdieu. Le livre illustre les effets déstructurants des politiques néolibérales et pointe l'attention sur une forme de misère discrète, invisible et quotidienne. L'ouvrage rencontre un important succès.
Lors du mouvement de novembre-décembre 1995, il prend position en faveur des grévistes et prononce notamment un discours à la Gare de Lyon le 12 décembre, dans lequel il critique la « destruction d'une civilisation », à savoir le démantèlement de l'État social,. En 1996, il est l’un des initiateurs des « États généraux du mouvement social ». Il soutient également le mouvement de chômeurs de l’hiver 1997-1998, qui lui apparaît comme un « miracle social ».
Pierre Bourdieu prend position en faveur des intellectuels algériens lors de la guerre civile algérienne.
L’axe central de son engagement consiste en une critique de la diffusion du néolibéralisme, de sa rhétorique, et des politiques de démantèlement des institutions de l’État-providence. La plupart de ses interventions sont regroupées dans deux ouvrages intitulés Contre-feux.

### Influence et oppositions
L’implication de Pierre Bourdieu dans l’espace public lui assure une renommée dépassant le monde universitaire, faisant de lui un des grands intellectuels français de la seconde moitié du XXe siècle, à l’instar de Michel Foucault ou Jacques Derrida. Toutefois, à l’image de ces deux philosophes, sa pensée, bien qu’elle ait exercé une influence considérable dans le champ des sciences sociales n’a pas cessé de faire l’objet de vives critiques, l’accusant par exemple de réductionnisme (accusation elle-même fortement critiquée).
Il est, dans les médias, un personnage à la fois recherché et contesté, selon l’expression d’un magazine, le plus « médiatique des anti-médiatiques ». Cette figure centrale de la vie intellectuelle française est l'objet de nombreuses controverses. On peut y voir le produit de ses critiques du monde médiatique, ainsi que de son engagement antilibéral. Sa participation à l’émission Arrêt sur images du 23 janvier 1996 constitue un épisode à la fois marquant et révélateur du rapport que Pierre Bourdieu a pu entretenir avec les médias : l’émission, qui faisait suite à la grève de novembre-décembre 1995, devait rendre compte du traitement médiatique de celle-ci ; Bourdieu en était l’invité principal : considérant qu'il a été empêché de développer librement ses analyses et qu'il a fait l’objet de violentes critiques de la part des autres invités, professionnels des médias — Guillaume Durand et Jean-Marie Cavada —, il y voit la confirmation de l’impossibilité de « critiquer la télévision à la télévision parce que les dispositifs de la télévision s’imposent même aux émissions de critique du petit écran ». Peu de temps après, il écrit un petit ouvrage, Sur la télévision, où il cherche à montrer que les dispositifs des émissions télévisuelles sont structurés d’une manière telle qu’ils engendrent une puissante censure ne permettant pas aux productions culturelles et artistiques, scientifiques et philosophiques, littéraires et juridiques d'être diffusées dans de bonnes conditions et déséquilibrant la vie politique et démocratique.

### Mort

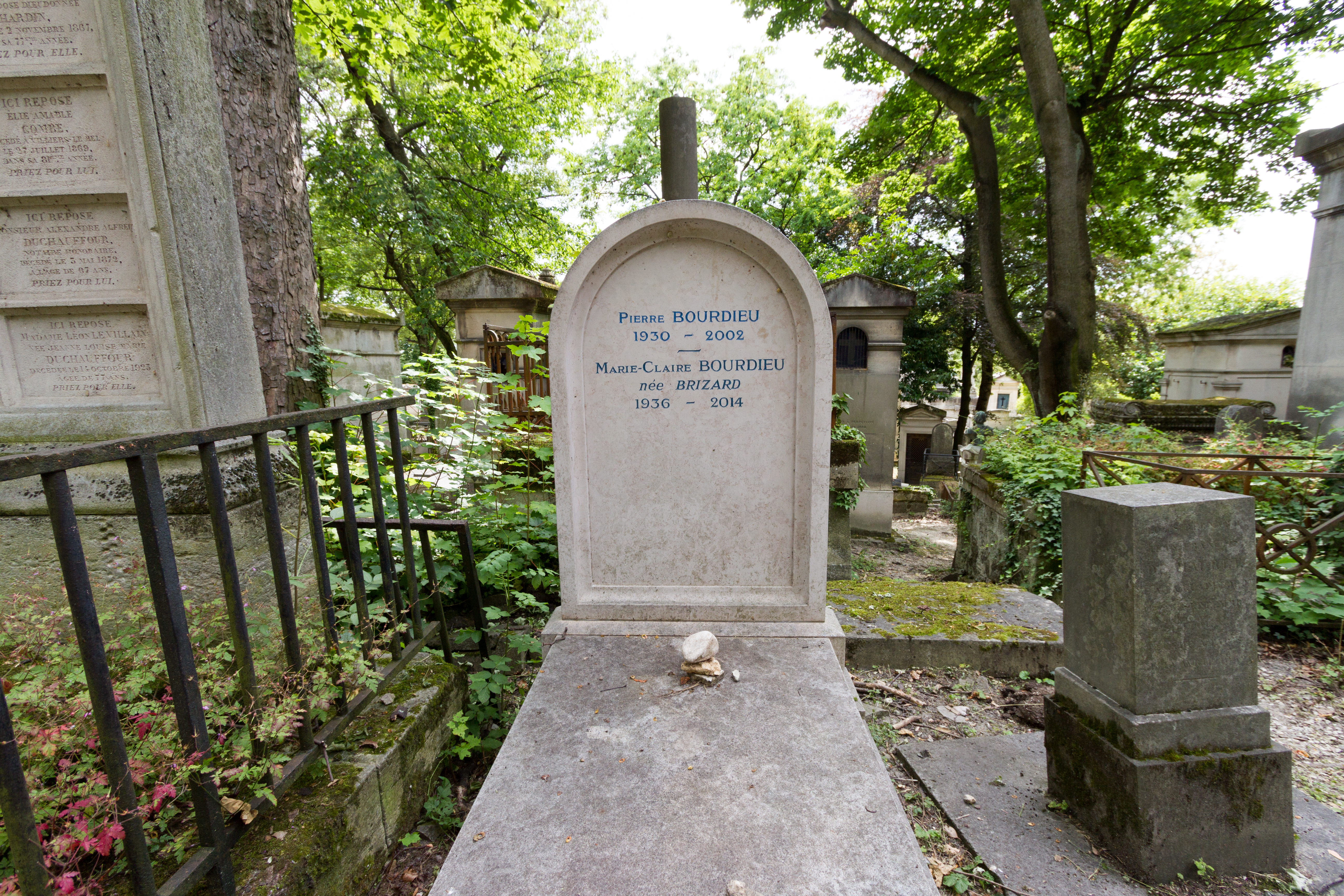
Tombe de Pierre Bourdieu et de son épouse au cimetière du Père Lachaise.

Pierre Bourdieu meurt le 23 janvier 2002, à l'âge de 71 ans, d’un cancer généralisé à l'hôpital Saint-Antoine, après avoir souffert d'un intense mal de dos d'origine inconnue. Sa mort suscite une importante couverture médiatique, qui témoigne de sa reconnaissance internationale,,,,.
Travaillant durant ses derniers mois à la théorie des champs, il entreprend la rédaction d'un ouvrage, resté inachevé, sur le peintre Édouard Manet, en qui il voit une figure centrale de la révolution symbolique fondatrice de l'autonomie du champ artistique moderne. Peu de temps avant sa mort, Bourdieu termine son Esquisse pour une auto-analyse, œuvre qu'il se refuse à décrire comme autobiographique mais dans laquelle il s'efforce de rendre compte de sa trajectoire sociale et intellectuelle, à partir des outils théoriques qu'il a forgés.
Sa tombe se situe au cimetière du Père-Lachaise, à Paris, près de celles de Claude Henri de Rouvroy de Saint-Simon et de Jean Anthelme Brillat-Savarin.

## Théorie sociologique

### Présentation

#### Œuvre aux filiations complexes
Bourdieu est l’héritier de la sociologie classique, dont il a synthétisé, dans une approche profondément personnelle, la plupart des apports principaux. Comme le note Luc Boltanski : « L’œuvre [de Pierre Bourdieu] est en partie de la tradition revisitée. Au-delà du relief personnel, il a effectué un travail de synthèse et de transmission de la tradition sociologique ».
Ainsi de Max Weber, il a retenu l’importance de la dimension symbolique de la légitimité de toute domination dans la vie sociale ; de même que l’idée des ordres sociaux qui deviendront, dans la théorie bourdieusienne, des champs. De Karl Marx, il a repris le concept de capital, généralisé à toutes les activités sociales, et non plus seulement économiques, et la théorie des classes sociales. D’Émile Durkheim, enfin, il hérite un certain style déterministe (principe de causalité) et, en un sens, à travers Marcel Mauss et Claude Lévi-Strauss, structuraliste. Il ne faut pas, toutefois, négliger les influences philosophiques chez ce philosophe de formation. Ainsi, Maurice Merleau-Ponty et, à travers celui-ci, la phénoménologie de Husserl ont joué un rôle essentiel dans la réflexion de Bourdieu sur le corps propre, les dispositions à l’action, le sens pratique, l'activité athéorique : c’est-à-dire dans la définition du concept central d’habitus. Par ailleurs, Wittgenstein, cité dès Esquisse d’une théorie de la pratique en 1971, est une source d’inspiration importante pour Bourdieu, en particulier dans sa réflexion sur la nature des règles suivies par les agents sociaux. Enfin, Bourdieu a placé, à la fin de sa vie, sa sociologie sous le signe de Pascal, : « J’avais pris l’habitude, depuis longtemps, lorsqu’on me posait la question, généralement mal intentionnée, de mes rapports avec Marx, de répondre qu’à tout prendre, et s’il fallait à tout prix s’affilier, je me dirais plutôt pascalien […] ».

#### Structuralisme constructiviste (ou structuralisme génétique)
La reprise du structuralisme génétique (c'est-à-dire dynamique, réinséré dans la dimension temporelle) de Jean Piaget, Lucien Goldmann et surtout de Chomsky, intervient chez Bourdieu dès le milieu des années 1970 lorsqu'il s'intéresse à la rupture introduite dans le structuralisme par la linguistique générative. C'est dans Choses dites (1987) que le sociologue explicite sa volonté de donner à sa théorie sociologique le nom de « structuralisme constructiviste » (ou « constructivisme structuraliste »), qu'il appelle aussi « structuralisme génétique », terme qui est depuis fréquemment utilisé pour désigner la démarche bourdieusienne de cette période,.

### Habitus
L'origine de ce concept est à rechercher dans la pensée scolastique de Thomas d'Aquin, qui a utilisé la notion d'habitus pour traduire le terme aristotélicien d'hexis. Par le concept d’habitus, Bourdieu vise à penser le lien entre socialisation et actions des individus. L’habitus est constitué en effet par l’ensemble des dispositions, schèmes d’action ou de perception que l’individu acquiert à travers son expérience sociale. Par sa socialisation, puis par sa trajectoire sociale, tout individu incorpore lentement un ensemble de manières de penser, sentir et agir, qui se révèlent durables. Bourdieu pense que ces dispositions sont à l’origine des pratiques futures des individus.
Toutefois, l’habitus est plus qu’un simple conditionnement qui conduirait à reproduire mécaniquement ce que l’on a acquis. L’habitus n’est pas une habitude que l’on accomplit machinalement. En effet, ces dispositions ressemblent davantage à la grammaire de sa langue maternelle. Grâce à cette grammaire acquise par socialisation, l’individu peut, de fait, fabriquer une infinité de phrases pour faire face à toutes les situations. Il ne répète pas inlassablement la même phrase. Les dispositions de l’habitus sont du même type : elles sont des schèmes de perception et d’action qui permettent à l’individu de produire un ensemble de pratiques nouvelles adaptées au monde social où il se trouve. L’habitus est « puissamment générateur » : il est même à l’origine d’un sens pratique. Bourdieu définit ainsi l’habitus comme des « structures structurées prédisposées à fonctionner comme structures structurantes ».
L’habitus est structure structurée puisqu’il est produit par socialisation ; mais il est également structure structurante car générateur d’une infinité de pratiques nouvelles :

« Ce capital incorporé, l’habitus, est un passé qui survit dans le présent et qui est gros d’un avenir, qui implique un avenir : dire que nous avons des habitus, cela veut dire que nous sommes capables d’engendrer ; l’habitus n’est pas du tout quelque chose de passif – c’est pourquoi j’emploie ce mot et pas « habitude » –, une foule d’actions possibles ne sont pas inscrites dans le stimulus auquel l’habitus répond, l’exemple par excellence étant l’improvisation. L’habitus permet d’engendrer une foule de choses possibles, mais dans certaines limites. »

Dans la mesure où ces dispositions font système, l’habitus est à l’origine de l’unité des pensées et actions de chaque individu. Mais, dans la mesure où les individus issus des mêmes groupes sociaux ont vécu des socialisations semblables, il explique aussi la similitude des manières de penser, sentir et agir propres aux individus d’une même classe sociale. Toutefois, Bourdieu met aussi en garde contre la réification du concept de classe sociale :

« La science sociale doit construire non des classes mais des espaces sociaux à l'intérieur desquels peuvent être découpées des classes mais qui n'existent que sur le papier. […] Mais faut-il pour autant accepter ou affirmer l'existence de classes? Non. Les classes sociales n'existent pas (même si le travail politique orienté par la théorie de Marx a pu contribuer, en certains cas, à les faire exister au moins à travers des instances de mobilisation et des mandataires). Ce qui existe, c'est un espace social, un espace de différences, dans lequel les classes existent en quelque sorte à l'état virtuel, en pointillé, non comme un donné, mais comme quelque chose qu'il s'agit de faire. »

Cela ne signifie donc pas que les dispositions de l’habitus soient immuables : la trajectoire sociale des individus peut conduire à ce que leur habitus se transforme en partie. D’autre part, l’individu peut partiellement se l’approprier et le transformer par un retour sociologique sur soi.

#### Propriétés générales de l’habitus

##### Hystérésis de l’habitus
Les dispositions constitutives de l’habitus ont pour première propriété d’être durables, c’est-à-dire de survivre au moment de leur incorporation. Pour penser cette durabilité des dispositions, Bourdieu introduit le concept d’hystérésis de l’habitus. Ce concept cherche à désigner le phénomène par lequel un agent, qui a été socialisé dans un certain monde social, en conserve, dans une large mesure, les dispositions, même si elles sont devenues inadaptées à la suite, par exemple, d'une évolution historique brutale, comme une révolution, qui a fait disparaître ce monde :

« Le décalage entre l’idéal et la réalité s’accroît à la fin du XIXe siècle : les fameuses règles que j’ai évoquées restent en vigueur mais, par exemple, en matière d’honoraires, la pratique des avances qui est formellement interdite se rencontre de plus en plus souvent. […] (C’est en quelque sorte le phénomène inverse de celui que je décris toujours sous le terme « hystérésis de l’habitus » : en vieillissant, on continue à agir en fonction du monde dans lequel on a été socialisé alors même que ce monde n’existe plus. Alors que, dans les sociétés qui ne changent pas, les vieux sont rois, le vieillissement dans les sociétés qui changent consiste à porter en soi le fantasme d’un monde social qui n’existe plus, l’habitus s’étant constitué dans un état du monde périmé. Les vieux sont déphasés comme Don Quichotte : ils attendent un monde qui répondrait à leurs attentes mais qui n’y répond pas.) »

Un exemple mythique, cité par Marx comme par Bourdieu, est celui de Don Quichotte. Chevalier dans un monde où il n’y a plus de chevalerie, et inapte à faire face à l’effondrement de son univers, il en vient à chasser les moulins à vent qu’il prend pour d’immenses tyrans.
Bourdieu donne un autre exemple dans Le Bal des célibataires : les stratégies matrimoniales perdurent comme habitus à une époque où elles ont perdu leur sens, provoquant une crise matrimoniale dans la société paysanne béarnaise.

##### Transposabilité de l’habitus
Les dispositions constitutives de l’habitus sont, d’autre part, transposables. Bourdieu veut dire par là que des dispositions acquises dans une certaine activité sociale, par exemple au sein de la famille, sont transposées dans une autre activité, par exemple le monde professionnel.
Le caractère transposable des dispositions est lié à une autre hypothèse : les dispositions des agents sont unifiées entre elles. Cette hypothèse est au centre de l’ouvrage intitulé La Distinction, où Bourdieu entend montrer que l’ensemble des comportements des agents sont reliés entre eux par un « style » commun.
Dans La Distinction — qui porte essentiellement sur la structure sociale — Bourdieu met en évidence l’existence de « styles de vie » fondés sur des positions de classes différentes. Par exemple, il fait ainsi apparaître le lien qui unit l’ensemble des pratiques sociales des ouvriers. Ainsi, le rapport à la nourriture des ouvriers entretient un rapport d’homologie avec leur appréhension de l’art. Pour les ouvriers, la nourriture doit être avant tout nourrissante, c’est-à-dire utile et efficace, et elle est souvent lourde et grasse, c’est-à-dire sans considération hygiénique. De même, la vision de l’art des ouvriers est fondée sur un rejet de l’art abstrait et privilégie l’art réaliste, c’est-à-dire utile, et un peu « pompier », autrement dit, « lourd » et sans « finesse ». Bourdieu retrouve cette insistance sur l’utilité dans le type de vêtements portés par les ouvriers, qui sont avant tout fonctionnels. Ce style de vie est donc unifié par un petit nombre de principes, que sont en particulier la fonctionnalité et l’absence de recherche de l’élégance. Pour Bourdieu, le style de vie des ouvriers se fonde ainsi, fondamentalement, sur le privilège accordé à la substance plutôt qu’à la forme dans l’ensemble des pratiques sociales. Bourdieu voit dans ce style de vie l’effet des dispositions de l’habitus des ouvriers, qui sont elles-mêmes le produit de leur mode de vie. La vie des ouvriers est, en effet, placée sous le mode de la nécessité, en l’absence de ressources économiques : elle engendre ainsi des dispositions où domine la recherche de l’utile et du nécessaire.
On retrouve là une idée avancée par Thorstein Veblen dans sa Théorie de la classe de loisir.

#### Sens pratique et principe générateur

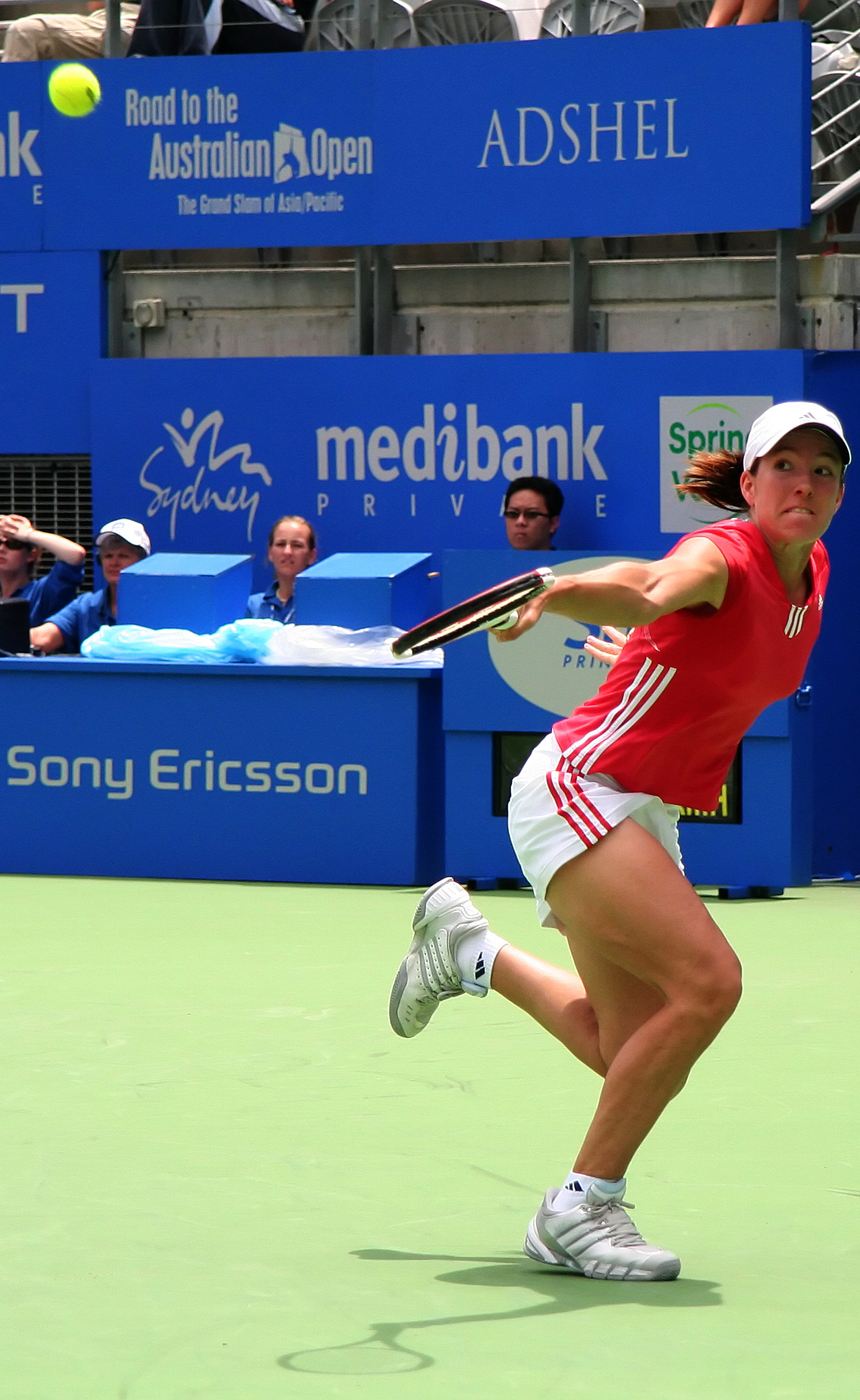
Le sens pratique d'une joueuse de tennis en action (ici, Justine Henin en 2006).

Ce caractère « générateur » de l’habitus est, enfin, lié à une dernière propriété de l’habitus : celle d’être au principe de ce que Bourdieu nomme le « sens pratique » : « Principe générateur durablement monté d’improvisations réglées, l’habitus comme sens pratique opère la réactivation du sens objectivé dans les institutions ».
Bourdieu veut dire par là que l’habitus étant le reflet d’un monde social, il lui est adapté et permet aux agents, sans que ceux-ci aient besoin d’entreprendre une réflexion « tactique » consciente, de répondre immédiatement et sans même y réfléchir aux évènements auxquels ils font face :

« La logique pratique n’a rien d’un calcul logique qui serait à lui-même sa fin. Elle fonctionne dans l’urgence, et en réponse à des questions de vie ou de mort. C’est dire qu’elle ne cesse de sacrifier le souci de la cohérence à la recherche de l’efficacité, tirant tout le parti possible des doubles ententes et des coups doubles qu’autorise l’indétermination des pratiques et des symboles. »

Ainsi, à la façon d’un joueur de tennis, qui ayant profondément acquis la logique de son jeu, court vers où la balle, lancée par son adversaire, va retomber, sans même y penser (on dit alors qu’il a acquis les automatismes de son jeu), l’agent va agir de même dans le monde social où il vit en développant, grâce à son habitus, de véritables « stratégies » adaptées aux exigences de ce monde. Ainsi, « le principe réel des stratégies [est] le sens pratique, ou, si l’on préfère, ce que les sportifs appellent le sens du jeu, comme maîtrise pratique de la logique ou de la nécessité immanente d’un jeu qui s’acquiert par l’expérience du jeu et qui fonctionne en deçà de la conscience et du discours ».
Tout comme le fait un joueur de tennis, les stratégies adoptées peuvent être conscientes ou inconscientes. Elles sont des modèles d'action, comprises en termes de profit vers une finalité. Fonction du monde social passé, selon les interactions présentes, elles essaient de fabriquer le futur dans le meilleur bénéfice pour son patrimoine. Ces stratégies ne sont pas forcément délibérément choisies, et même peuvent être d'autant plus efficaces qu'elles ne sont pas intentionnelles.
Avec sa théorie du sens pratique, Bourdieu semble retrouver la théorie de l’acteur rationnel, dominante en économie, en ce qu’il insiste sur le fait que l’habitus est au principe de stratégies par lesquelles les agents accomplissent la recherche d’un intérêt. La différence est pourtant profonde : Bourdieu veut, au contraire, montrer que les agents ne calculent pas, en cherchant intentionnellement à maximiser leur intérêt selon des critères rationnels explicites et conscients. Il critique ainsi fortement la théorie de l’acteur rationnel : il refuse l’idée que les acteurs soient des stratèges minutieux et conscients à la poursuite d’intérêts longuement réfléchis. Pour lui, bien au contraire, les agents agissent - ou plutôt sont dans une pratique – à partir de leurs dispositions sociales, construites au fur et à mesure de leur trajectoire et inscrites dans leur corps, qui rendent possible ce « sens du jeu » – et non par une réflexion consciente. Comme Bourdieu l’écrit, « l’habitus enferme la solution des paradoxes du sens objectif sans intention subjective : il est au principe de ces enchaînements de coups qui sont objectivement organisés comme des stratégies sans être le produit d’une véritable intention stratégique ».

#### Illusio
Bourdieu prolonge sa critique en refusant l’utilitarisme de la théorie de l’acteur rationnel : l’intérêt ne se résume pas, pour Bourdieu, à un intérêt matériel. Il est la croyance qui fait que les individus pensent qu’une activité sociale est importante, vaut la peine d’être poursuivie. Il existe donc autant de types d’intérêt que de champs sociaux : chaque espace social propose en effet aux agents un enjeu spécifique. Ainsi l’intérêt que poursuivent les hommes politiques n’est pas le même que celui des hommes d’affaires : les uns croient que le pouvoir est la source fondamentale d’utilité, tandis que l’enrichissement économique est la motivation première des businessmen. Bourdieu a ainsi proposé de substituer au terme d’intérêt celui d’illusio. Par ce mot, Bourdieu entend en effet souligner qu’il n’est pas d’intérêt qui ne soit une croyance, une illusion : celle de croire qu’un enjeu social spécifique a une importance telle qu’il faille le poursuivre. Comme le note Bourdieu, « l’illusio, c’est le fait d’être pris au jeu, d’être pris par le jeu, de croire que le jeu en vaut la chandelle, ou, pour dire les choses simplement, que ça vaut la peine de jouer ». Or, cette illusio est acquise par socialisation. L’agent croit que tel enjeu social est important, parce qu’il a été socialisé à le croire. Les intérêts sociaux sont ainsi des croyances, socialement inculquées et validées. Cette croyance est particulièrement forte chez ceux que Bourdieu appelle les « natifs » du champ, c'est-à-dire ceux qui possèdent les propriétés objectives les plus recherchées dans cet univers social et celles qui y favorisent le succès.

#### Aux origines du concept d’habitus
Élaboré pour la première fois dans un article sur le célibat chez les paysans thématisé dans la préface à une publication d’œuvres d’ethnologie kabyle, Esquisse d’une théorie de la pratique (1972), complétée dans Le sens pratique (1980), le concept d’habitus visait, primitivement, à dépasser les deux conceptions du sujet et de l’action alors dominantes dans l’espace intellectuel français.
S’opposaient ainsi les théories inspirées de la phénoménologie, et en particulier l’existentialisme de Jean-Paul Sartre, qui plaçaient au cœur de l’action la liberté absolue du sujet, aux théories issues du structuralisme, en particulier l’anthropologie structurale de Claude Lévi-Strauss, qui faisait de l’action du sujet un comportement déterminé, au moins en partie, par une conformation structurée de la collectivité (un agencement spontané des relations entre catégories d'individus et fonctions au sein du groupe, agencement dont le sujet n'a que peu ou pas conscience).
Face au structuralisme, Bourdieu a voulu redonner une capacité d’action autonome au sujet, sans toutefois lui accorder la liberté que lui prêtait l’existentialisme. La solution que propose Bourdieu est de considérer que l’agent a, lors des différents processus de socialisation qu’il a connus, en particulier sa socialisation primaire, incorporé un ensemble de principes d’action, reflets des structures objectives du monde social dans lequel il se trouve, qui sont devenus en lui, au terme de cette incorporation, des « dispositions durables et transposables », selon l’une des définitions de l’habitus.
Ainsi l’agent en un certain sens agit de lui-même, à la différence du sujet structuraliste qui (dans l'interprétation que Bourdieu et d'autres sociologues après lui en font) actualise des règles : en effet, son action est le produit des « stratégies inconscientes » qu’il développe. Toutefois, ces stratégies sont constituées à partir de dispositions que l’agent a incorporées. Au fondement de l’action, on trouve donc l’ensemble de ces dispositions qui constituent l’habitus. C’est pour cela que Bourdieu préfère au terme d’« acteur », généralement employé par ceux qui veulent souligner la capacité qu’a l’individu d’agir librement, celui d’« agent », qui insiste, au contraire, sur les déterminismes auxquels est soumis l’individu. Certains travaux insistent néanmoins sur la relation entre habitus, liberté et réflexivité.
L’action des individus est donc, au terme de la théorisation de Bourdieu, fondamentalement le produit des structures objectives du monde dans lequel ils vivent, et qui façonnent en eux un ensemble de dispositions qui vont structurer leurs façons de penser, de percevoir et d’agir :

« Les conditionnements associés à une classe particulière de conditions d’existence produisent des habitus, systèmes de dispositions durables et transposables, structures structurées prédisposées à fonctionner comme structures structurantes, c’est-à-dire en tant que principes générateurs et organisateurs de pratiques et de représentations qui peuvent être objectivement adaptées à leur but sans supposer la visée consciente de fins et la maîtrise expresse des opérations nécessaires pour les atteindre, objectivement « réglées » et « régulières » sans être en rien le produit de l’obéissance à des règles, et, étant tout cela, collectivement orchestrées sans être le produit de l’action organisatrice d’un chef d’orchestre. »

#### À l’origine de la théorie du sens pratique: les stratégies matrimoniales
Dès le milieu des années 1960, Bourdieu s’intéresse au champ de la parenté cher à l’anthropologie classique. Cela sera le premier chantier d’une critique radicale de l’objectivisme dominant alors la théorie anthropologique. En forgeant une théorie qui trouve sa source dans le sens de la pratique, il cherche en effet à marquer une nette rupture avec le structuralisme, qui selon lui privilégierait l’étude des règles et des normes pour expliquer les pratiques de la vie sociale. Ses travaux ethnographiques en Kabylie et, parallèlement, en Béarn (notamment dans son village natal) sont l’occasion alors pour lui de proposer un concept nouveau, celui de « stratégie matrimoniale ».
Selon Bourdieu, l’individu social est un agent mû par un intérêt, personnel ou collectif (son groupe, sa famille), dans un cadre élaboré par l’habitus qui est le sien. Sur la base d’un ensemble réduit de quelques principes normatifs, correspondant à une position sociale et à une condition matérielle, l’agent élabore la stratégie qui sert le mieux ses objectifs. Appliquée au domaine de la parenté, cette idée nous montre des individus opérant des choix cruciaux à l’occasion des mariages dans le but, déterminant à l’avis de l’auteur, de préserver ou améliorer la condition sociale de la famille. C’est le concept de « stratégie matrimoniale » qui complexifie et affine notre regard sur des situations jusqu’ici peu expliquées, par exemple le fait, en Béarn, de confier à une fille plutôt qu’à un garçon la transmission du patrimoine familial pour éviter de le voir morcelé. Il utilise l’analogie du joueur de cartes, qui doit composer son jeu et atteindre son objectif, en fonction des atouts et des fausses cartes qu’il a en main. « Tout se passe comme si ces stratégies matrimoniales visaient à corriger les ratés des stratégies de fécondité », nous dit l’auteur. Finalement, en étudiant justement ces situations particulières (le droit d’aînesse, le primat de la masculinité dans les affaires de succession, la question du mariage du cadet), Bourdieu nous montre un modèle d’analyse où le mariage (l’alliance) et la succession (la filiation) sont avant tout une somme de pratiques dont le sens est construit par l’utilisation réfléchie de chacun.

### Théorie des champs
Chaque champ est organisé selon une logique propre déterminée par la spécificité des enjeux et des atouts que l’on peut y faire valoir :

« Il en va autrement des distorsions liées à l’appartenance à un champ et à l’adhésion, unanime dans les limites de ce champ, à la doxa qui le définit en propre. L’implicite en ce cas, c’est ce qui est impliqué dans le fait d’être pris au jeu, c’est-à-dire dans l’illusio comme croyance fondamentale dans l’intérêt du jeu et la valeur des enjeux qui est inhérente à cette appartenance. »

Les interactions se structurent donc en fonction des ressources que chacun des agents possède et mobilise, c’est-à-dire, pour reprendre les catégories construites par Bourdieu, de son capital, qu’il soit économique, culturel, social ou symbolique.
Le champ est un espace de positions où les participants partagent des intérêts (les enjeux), tous cherchent à capter une partie du « capital spécifique » au champ (par exemple du capital politique dans le champ politique, du capital intellectuel dans le champ intellectuel, etc.). Les chances de capter ce capital spécifique dépendent du volume de capital « de base » que possède l'agent (économique, culturel, social et symbolique) selon un taux de convertibilité :

« C’est cette structure qui assigne à chaque chercheur, en fonction de la position qu’il y occupe, ses stratégies et ses prises de position scientifiques, et les chances objectives de réussite qui leur sont promises. Ces prises de position sont le produit de la relation entre la position dans le champ et les dispositions (l’habitus) de son occupant. »

Chaque champ a ses règles de fonctionnement spécifiques, mais on peut retrouver des régularités comme la lutte entre les dominants du champ et les nouveaux entrants – qui ont intérêt à subvertir les règles de distribution du capital spécifique au champ.

### Théorie de l’espace social
Pierre Bourdieu a construit, notamment dans La Distinction, une théorie de l’espace social, au croisement des traditions marxiste et wébérienne. Cette théorie se propose d’expliquer principalement :
1. La logique de constitution des groupes sociaux à partir des modes de hiérarchisation des sociétés
2. Les styles de vie et les luttes que se livrent ces groupes sociaux
3. Les modalités de reproduction des hiérarchies sociales et des groupes sociaux.

#### Hiérarchisation et constitution des groupes sociaux
Bourdieu, dans La Distinction essentiellement, propose une théorie originale de la hiérarchisation de l’espace social, à partir d’une relecture de Max Weber. Cette théorie s’oppose à la théorie marxiste selon laquelle les sociétés se structureraient à partir des processus de production économique. Ainsi, dans ce que les marxistes appellent le mode de production capitaliste, la production économique est structurée autour du rapport de production opposant producteurs directs (les prolétaires) et possesseurs des moyens de production (les capitalistes). Le capitalisme créerait ainsi deux classes sociales, les prolétaires et les capitalistes. Ces deux classes seraient en lutte, les capitalistes exploitant, selon les marxistes, les prolétaires. La production économique structurerait ainsi la société en créant des classes sociales antagonistes.
Pierre Bourdieu distingue quatre types de capitaux fondamentaux :
- Le capital économique mesure l'ensemble des ressources économiques d'un individu, à la fois ses revenus et son patrimoine.
- Le capital culturel mesure l'ensemble des ressources culturelles dont dispose un individu. Elles peuvent être de trois formes : incorporées (savoir et savoir-faire, compétences, forme d'élocution, etc.), objectivées (possession d'objets culturels) et institutionnalisée (titres et diplômes scolaires).
- Le capital social mesure l'ensemble des ressources qui sont liées à la « possession d'un réseau durable de relations d'interconnaissance et d'inter-reconnaissance »[110].
- Le capital symbolique désigne toute forme de capital (culturel, social, ou économique) ayant une reconnaissance particulière au sein de la société.

Bourdieu désigne par le terme de capital toutes ces ressources sociales dans la mesure où elles résultent d'une accumulation qui permet aux individus d'obtenir des avantages sociaux. Le capital économique et le capital culturel constituent, pour Bourdieu, les deux formes de capitaux les plus importantes dans nos sociétés. Toutefois, il existe pour lui un type de capital spécifique à chaque champ social, qui en détermine la structure et y constitue l'enjeu des luttes.
Bourdieu refuse cette théorie de l’espace social. Il pense en effet, à la suite de Max Weber, que les sociétés ne se structurent pas seulement à partir de logiques économiques. Il propose ainsi d’ajouter au capital économique, ce qu’il nomme, par analogie, le capital culturel. Il lui semble, en effet, que dans les sociétés modernes, la quantité de ressources culturelles que possèdent les agents sociaux joue un rôle essentiel dans leur position sociale. Par exemple, la position sociale d’un individu est, pour Bourdieu, tout autant déterminée par le diplôme dont il dispose que par la richesse économique dont il a pu hériter.
Bourdieu construit ainsi une théorie à deux dimensions de l’espace social, qui s’oppose à la théorie unidimensionnelle des marxistes. La première dimension est constituée par le capital économique possédé, la deuxième par le capital culturel. Un individu se situe quelque part dans l’espace social en fonction à la fois du volume total des deux capitaux qu’il possède, mais également de l’importance relative de chacun des deux types de capital dans ce volume total. Par exemple, parmi les individus dotés d’une grande quantité de capitaux, et qui forment la classe dominante d’une société, Bourdieu oppose ceux qui ont beaucoup de capital économique et moins de capital culturel (la bourgeoisie industrielle pour l’essentiel), situés en haut à droite du schéma ci-dessous, aux individus qui ont beaucoup de capital culturel mais moins de capital économique, situés en haut à gauche du schéma (les professeurs d’université, par exemple).

Espace des positions sociales et espace des styles de vie.

Bourdieu insiste sur le fait que sa vision de l’espace social est relationnelle : la position de chacun n’existe pas en soi, mais en comparaison des quantités de capital que possèdent les autres agents. D’autre part, si Bourdieu pense que capital culturel et capital économique sont les deux types de ressources qui structurent le plus en profondeur les sociétés contemporaines, il laisse la place à tout autre type de ressources, qui peuvent, en fonction de chaque société particulière, occuper une place déterminante dans la constitution des hiérarchies sociales.
Bourdieu, à partir de cette théorie de la hiérarchisation de la société, cherche à comprendre comment se construisent les groupes sociaux. À la différence des marxistes, Bourdieu ne croit pas que les classes sociales existent, en soi, objectivement, conformément à la position dite « réaliste ». Au contraire, si le sociologue peut, à partir des différences de comportements sociaux par exemple, construire des classes sociales « sur le papier », il ne va pas de soi que les individus se considèrent comme en faisant partie. De nombreuses études ont ainsi pu montrer que le nombre d’individus se considérant comme faisant partie de la « classe moyenne » est bien supérieur à celui que l’on aurait à partir d’une définition « objective » de cette appartenance. Toutefois, Bourdieu ne pense pas non plus que les classes sociales n’ont aucune réalité, qu’elles ne sont qu’un regroupement arbitraire d’individus, à la façon de la position « nominaliste ». Bourdieu pense qu’une partie essentielle du travail politique consiste à mobiliser les agents sociaux, à les regrouper symboliquement, afin de créer ce sentiment d’appartenance, et de constituer ainsi des classes sociales « mobilisées ». Mais cela a d’autant plus de chance de réussir que les individus que l’on tente ainsi de réunir sont objectivement proches dans l’espace social.

#### Espace des styles de vie et luttes symboliques
Cependant, dans ces luttes symboliques, les classes dominées ne peuvent être que perdantes : en imitant les classes dominantes, elles en reconnaissent la distinction culturelle ; sans pouvoir la reproduire jamais. « La prétention part toujours battue puisque, par définition, elle se laisse imposer le but de la course, acceptant, du même coup, le handicap qu’elle s’efforce de combler ».
Pour Bourdieu, il n’y aurait pas de goûts en eux-mêmes vulgaires : s’ils le sont, c’est parce qu’on les oppose à d’autres définis comme distingués. Comme il le dit : « Le goût est le dégoût du goût des autres ». Le golf ne pourrait être distingué s’il n’existait pas d’autres sports, comme le football, auquel on puisse l’opposer. De fait, la distinction des pratiques sociales se modifie avec le temps, essentiellement en fonction de leur adoption par les classes sociales les plus basses.

#### Reproduction des hiérarchies sociales
Dans La Reproduction, Pierre Bourdieu, avec Jean-Claude Passeron, s’efforce de montrer que le système d’enseignement exerce un « pouvoir de violence symbolique », qui contribue à donner une légitimité au rapport de force à l’origine des hiérarchies sociales. Comment cela est-il possible ? Bourdieu croit tout d’abord constater que le système éducatif transmet des savoirs qui sont proches de ceux qui existent dans la classe dominante. Ainsi, les enfants de la classe dominante disposent d’un capital culturel qui leur permet de s’adapter plus facilement aux exigences scolaires et, par conséquent, de mieux réussir dans leurs études. Cela, pour Bourdieu, permet la légitimation de la reproduction sociale. Le sociologue Alain Accardo, s'appuyant sur les travaux de Bourdieu, peut ainsi écrire : « sous couvert de valoriser les acquis proprement scolaires, l'École valorise surtout ce qu'elle est incapable de faire acquérir (le capital culturel hérité et incorporé) ». La cause de la réussite scolaire des membres de la classe dominante demeure en effet masquée, tandis que leur accession, grâce à leurs diplômes, à des positions sociales dominantes est légitimée par ces diplômes. Comme il le note, « les verdicts du tribunal scolaire ne sont aussi décisifs que parce qu’ils imposent la condamnation et l’oubli des attendus sociaux de la condamnation ». Autrement dit, pour Bourdieu, en masquant le fait que les membres de la classe dominante réussissent à l’école en raison de la proximité entre leur culture et celle du système éducatif, l’école rend possible la légitimation de la reproduction sociale.
Ces thèses sont reprises et développées dans La Noblesse d’État publié en 1989 en collaboration avec Monique de Saint-Martin. Bourdieu met en avant l’emprise de plus en plus grande de ce qu’il nomme le « mode de reproduction à composante scolaire », qui fait du diplôme un véritable « droit d’entrée » dans les entreprises bureaucratiques modernes, même pour la bourgeoisie industrielle qui s’en est longtemps passé pour transmettre ses positions sociales. Aujourd’hui, presque toutes les classes sociales sont condamnées à assurer l’obtention par leurs enfants de diplômes scolaires à même de reproduire leur position sociale, jusques et y compris les propriétaires d’entreprise, dont les enfants doivent avoir un diplôme pour diriger à leur tour l’entreprise. Cela a transformé profondément le système scolaire, en particulier le champ des grandes écoles du pouvoir. Ainsi, Bourdieu s’efforce de montrer que les grandes écoles traditionnelles, où les compétences scolaires traditionnelles dominent, sont aujourd’hui concurrencées par de nouvelles écoles, proche du pôle dominant du champ du pouvoir. L’École normale supérieure a ainsi perdu sa place dominante au profit de l’ENA. Dans le même temps, des « écoles refuges » (souvent des écoles de gestion comme l’European Business School, pour reprendre l’exemple de Bourdieu), aux exigences scolaires faibles, sont apparues, dont la fonction est de permettre à des enfants issus des classes dominantes d’acquérir des diplômes qu’ils ne peuvent obtenir dans les grandes écoles.

## Sociologies spécialisées
Pierre Bourdieu a, à partir de son appareil conceptuel, abordé l’étude de nombreux sous-champs de la sociologie, comme la sociologie du sport, la sociologie politique, la sociologie religieuse, etc.

### Sociologie des médias
Au cours des années 1990, Pierre Bourdieu s'est intéressé de plus près aux médias. Sa sociologie des médias s'est construite principalement autour de la question des transformations du champ journalistique par la télévision, sur laquelle il porte un regard très critique. Dans une approche néanmoins moins académique que dans le reste de ses travaux, Bourdieu développe une analyse du rôle de ce médium dans la sphère sociale et politique donnant lieu à plusieurs publications dont un livre Sur la télévision (1996). Les recherches sur le champ journalistique menées dans les années suivantes par ses collaborateurs permettront de confirmer empiriquement - ou dans certains cas de nuancer et préciser - les hypothèses de Pierre Bourdieu à propos de l'emprise du journalisme sur les autres champs de production culturelle et sa dépendance aux champs politique et économique.
À l'issue des grèves de 1995-1996, Pierre Bourdieu est invité par Daniel Schneidermann dans l'émission télévisée Arrêt sur images aux côtés des journalistes Jean-Marie Cavada et Guillaume Durand face auxquels il se propose de critiquer le système télévisuel aux travers d'extraits de leurs émissions. Se considérant pris au piège par la « mécanique » de ce médium, il reviendra sur son propre passage télévisé dans un article polémique qui donnera lieu à un échange houleux avec l'animateur, Daniel Schneidermann.
Pierre Bourdieu s'est aussi intéressé à l'opinion publique. Dans un article intitulé « L'opinion publique n'existe pas », il propose une analyse critique des processus à l'œuvre dans les sondages d'opinion, ainsi que de trois présupposés implicites : tout le monde peut avoir une opinion, toutes les opinions se valent, il existe un consensus sur les problèmes qui méritent d'être posés. Il résume ainsi sa démarche : « Je dis simplement que l'opinion publique dans l'acception implicitement admise par ceux qui font des sondages d'opinion ou ceux qui en utilisent les résultats, je dis simplement que cette opinion-là n'existe pas » (Conclusion, Ibid.).

### Usages sociaux de la science
Dès 1975, Pierre Bourdieu étudie le champ scientifique dans un article fondateur. Il y introduit de nouveaux concepts sociologiques comme le champ scientifique et le capital scientifique. Il s'insurge contre les usages communs de la science, notamment à la télévision.
Il tente de définir le rapport optimal que peut entretenir un savant avec les citoyens, ou avec les médias.

« Un des problèmes qui se pose à tous les savants à des degrés divers, mais qui se pose de manière particulière aux sociologues, puisqu’ils sont censés produire de la vérité sur le monde social, c’est de restituer les acquis de la science dans les domaines où ces acquis pourraient contribuer de manière positive à résoudre des problèmes qui ont accédé à la conscience publique. Mais la fonction la plus utile, en plus d’un cas, serait de dissoudre les faux problèmes ou les problèmes mal posés. Évidemment, si vous êtes dans cette disposition, vous n’avez rien à faire à la télévision, puisque le présupposé qu’il faut accepter quand on est interviewé à la télévision, c’est de prendre au sérieux ces faux problèmes. Comme font les faux philosophes : leur vrai métier consiste à prendre au sérieux les faux problèmes. Alors qu’il faudrait des commandos d’intervention philosophique rapide pour détruire les faux problèmes, pour faire du Wittgenstein dans la vie de tous les jours, et tout spécialement dans les médias. »

## Critiques
L’œuvre de Pierre Bourdieu a été l’objet d’une attention critique toute particulière, à la mesure de son influence dans les sciences sociales. Il est difficile de faire apparaître une seule ligne de force dans ce qui est reproché à un travail étalé sur près de quarante ans. Ces critiques sont venues de diverses écoles de pensées en sciences sociales — des marxistes aux partisans de la théorie de l’acteur rationnel — et ont porté sur des aspects très divers de ce travail.
Une critique domine, toutefois : celle-ci porte sur la nature des déterminations sociales dans la théorie de Pierre Bourdieu, qui sont décrites comme rigides et simplificatrices (critique du « déterminisme »). Toutefois, Pierre Bourdieu a rappelé dans de nombreux ouvrages que l'habitus est un principe puissamment générateur et d'invention. Plus généralement, l'économiste Robert Boyer a montré que la sociologie de Pierre Bourdieu était très bien armée pour penser les changements du monde social (au-delà des reproductions déterministes qui existent de fait). Le philosophe Jacques Bouveresse rappelle que « Bourdieu a été accusé régulièrement de proposer des analyses du monde social qui ne peuvent conduire qu’au nihilisme et à un sentiment d’impuissance plus ou moins radicale » mais souligne « qu’il cherchait […] exactement le contraire de cela : une forme d’idéalisme réaliste, appuyé sur la connaissance, plutôt que sur les désirs, les rêves, les grandes idées et les bonnes intentions ».
Le philosophe Jacques Rancière a mis en cause, notamment dans Le philosophe et ses pauvres, le risque de reconduction infinie de la domination dans la sociologie critique de Pierre Bourdieu et la perte de vue de la perspective d'émancipation. La philosophe Charlotte Nordmann et le sociologue Philippe Corcuff ont chacun proposé, sous des modalités différentes, de penser ensemble les instruments critiques de Bourdieu et les questionnements émancipateurs de Rancière.
Un ancien collaborateur de Pierre Bourdieu, Luc Boltanski, en se détachant de la sociologie critique, a mis l'accent sur les capacités critiques des acteurs, dans le cadre d'une sociologie pragmatique élaborée avec Laurent Thévenot, appelée aussi « sociologie de la critique ». Plus récemment, Luc Boltanski a proposé de construire un cadre d'analyse s'efforçant d'établir une jonction entre une approche critique comme celle de Bourdieu et une approche pragmatique, comme celle qu'il avait élaborée avec Laurent Thévenot.
La Domination masculine a connu plusieurs critiques provenant de chercheuses dans les études féministes et études de genre. Judith Butler lui reproche notamment d'ignorer les travaux féministes de référence dans ce domaine. Nicole-Claude Mathieu, anthropologue et théoricienne du féminisme matérialiste a critiqué ce livre dans son texte Bourdieu ou le pouvoir auto-hypnotique de la domination masculine. Elle y explicite notamment les trop nombreux manquements à la rigueur scientifique qui auraient impliqué que le texte eût été « recalé à l'examen de DEA » : « […] le travail du Candidat manque de rigueur technique, méthodologique, et déontologique. Il pèche par pensée, par action, par omission et par distorsion. L'ensemble est à interpréter comme un refus de laisser place à la confrontation entre différentes analyses, ce qui donne à la thèse un statut d'assertion et non de démonstration ».
L’anthropologue, sociologue et philosophe Bruno Latour a remis en question la posture surplombante adoptée par Bourdieu et les sociologues critiques, les acteurs sociaux étant considérés selon lui comme de simples informateurs dépourvus de réflexivité. « Le prétexte qui permet aux chercheurs d’occuper le point de vue de nulle part, celui de Dieu, vient généralement de ce qu’ils prétendent faire de façon "réflexive" ce que les acteurs feraient "sans y prêter attention" ».
Le philosophe Marcel Gauchet rejette également radicalement la pensée de Pierre Bourdieu, dont le travail est selon lui un « désastre intellectuel », « habillage sophistiqué d’une pensée mécaniste et déterministe, qui ne permet tout simplement pas de comprendre comment une société fonctionne ».

## Publications

### Ouvrages
: document utilisé comme source pour la rédaction de cet article..
- Pierre Bourdieu et Jean-Claude Passeron, Les héritiers : les étudiants et la culture, Paris, Les Éditions de minuit, coll. « Grands documents » (no 18), 1964, 183 p..
- Pierre Bourdieu et Alain Darbel, L'amour de l'art : les musées d'art européens et leur public, Paris, Les Éditions de minuit, coll. « Le sens commun », 1966.
- Pierre Bourdieu (dir.), Robert Castel (dir.), Luc Boltanski et Jean-Claude Chamboredon (préf. Philippe de Vendeuvre), Un art moyen : Essai sur les usages sociaux de la photographie, Paris, Les Éditions de minuit, coll. « Le sens commun », 1965, 368 p. (ISBN 978-2-7073-0029-4).
- Pierre Bourdieu, Jean-Claude Chamboredon et Jean-Claude Passeron, Le métier de sociologue : Préalables épistémologiques, Paris, De Gruyter Mouton, 1968, 357 p. (ISBN 3-1101-7429-4).
- Pierre Bourdieu et Jean-Claude Passeron, La reproduction : Éléments d’une théorie du système d’enseignement, Paris, Les Éditions de minuit, coll. « Le sens commun », 1970, 284 p. (ISBN 2-7073-0226-0 et 978-2-7073-0226-7).
- Pierre Bourdieu, Esquisse d'une théorie de la pratique précédé de Trois études d'ethnologie kabyle, Genève, Droz, 1972, 269 p..
- Pierre Bourdieu, La Distinction. Critique sociale du jugement, Paris, Les Éditions de minuit, 1979, 670 p. (ISBN 2-7073-0275-9).
- Pierre Bourdieu, Le Sens pratique, Paris, Les Éditions de minuit, coll. « Le sens commun », 1980, 475 p. (ISBN 2-7073-0298-8).
- Pierre Bourdieu, Questions de sociologie, Paris, Les Éditions de minuit, coll. « Documents », 1980, 268 p. (ISBN 2-7073-0325-9).
- Pierre Bourdieu, Ce que parler veut dire : l'économie des échanges linguistiques, Paris, Fayard, 1982, 244 p. (ISBN 2-2130-1216-4).
- Pierre Bourdieu, Homo academicus, Paris, Les Éditions de minuit, coll. « Le sens commun », 1984, 302 p. (ISBN 2-7073-0696-7).
- Pierre Bourdieu, Sociologie de l'Algérie, Paris, Presses universitaires de France, coll. « Que sais-je ? », 1985, 128 p (ISBN 978-2-13-039040-4).
- Pierre Bourdieu, Choses dites, Paris, Les Éditions de Minuit, coll. « Le sens commun », 1987, 228 p. (ISBN 978-2-7073-1122-1). .
- Pierre Bourdieu, L’Ontologie politique de Martin Heidegger, Paris, Les Éditions de Minuit, coll. « Le sens commun », 1988 (ISBN 9782707311665). .
- Pierre Bourdieu, La noblesse d'État : grandes écoles et esprit de corps, Paris, Les Éditions de minuit, coll. « Le sens commun », 1989, 568 p. (ISBN 2-7073-1278-9).
- Pierre Bourdieu, « La domination masculine », Actes de la recherche en sciences sociales, no 84,‎ septembre 1990, p. 2-31, à distinguer de son livre La Domination masculine (1998).
- Pierre Bourdieu, Les règles de l'art : genèse et structure du champ littéraire, Paris, Éditions du Seuil, 1992 (ISBN 2-0201-8159-2).
- Pierre Bourdieu et Loïc Wacquant, Réponses : pour une anthropologie réflexive, Paris, Éditions du Seuil, 1992, 267 p. (ISBN 2-0201-4675-4).
- Pierre Bourdieu (dir.), La misère du monde, Paris, Éditions du Seuil, coll. « Points essais », 2007 (1re éd. 1993), 1 460. (ISBN 2-0209-2092-1 et 978-2-0209-2092-6).
- Pierre Bourdieu, Raisons pratiques : sur la théorie de l'action, Paris, Éditions du Seuil, 1994, 251 p. (ISBN 2-0203-0026-5).
- Pierre Bourdieu, Sur la télévision suivi de L'emprise du journalisme, Paris, Éditions Liber, coll. « Raisons d'agir », 1996, 95 p. (ISBN 2-9121-0700-8).Réunit deux cours télédiffusés du Collège de France.
- Pierre Bourdieu, Méditations pascaliennes, Paris, Éditions du Seuil, coll. « Liber », 1997, 316 p. (ISBN 2-0203-2002-9).
- Pierre Bourdieu, La domination masculine, Paris, Éditions du Seuil, coll. « Liber », 1998, 142 p. (ISBN 2020352516).
- Pierre Bourdieu, Les structures sociales de l'économie, Paris, Éditions du Seuil, coll. « Liber », 2000, 289 p. (ISBN 2-0204-1295-0).
- Pierre Bourdieu, Langage et pouvoir symbolique, Paris, Éditions du Seuil, coll. « Points Essais », 2001.
- Pierre Bourdieu, Science de la science et Réflexivité, Paris, Raisons d’agir, coll. « Cours et travaux », 2001, 200 p. (ISBN 978-2-9121-0714-5).
- Pierre Bourdieu, Le Bal des célibataires. Crise de la société paysanne en Béarn, Paris, Éditions du Seuil, coll. « Points Essais », 2002, 266 p. (ISBN 978-2-0205-2570-1).
- Pierre Bourdieu, Esquisse pour une auto-analyse, Paris, Raisons d'agir, 2004 (ISBN 2-9121-0719-9).
- Pierre Bourdieu, Sur l'État : Cours au Collège de France (1989-1992), Paris, Éditions du Seuil, 2012, 656 p. (ISBN 978-2-0206-6224-6). ouvrage publié par Patrick Champagne, Rémi Lenoir, Franck Poupeau et Marie-Christine Rivière à partir des notes de cours de Pierre Bourdieu.
- Pierre Bourdieu, Sur Manet : Une révolution symbolique, Paris, Éditions du Seuil/Raisons d'agir, coll. « Cours et travaux », 2013, 778 p. (ISBN 2-0211-3540-3). ouvrage édité par Pascale Casanova, Patrick Champagne, Christophe Charle, Franck Poupeau et Marie-Christine Rivière.
- Pierre Bourdieu, Sociologie générale : Cours au Collège de France (1981-1983), vol. 1, Paris, Éditions du Seuil/Raisons d'agir, coll. « Cours et travaux », 2015, 730 p. (ISBN 978-2-0212-7978-8). ouvrage édité par Patrick Champagne, Julien Duval, Franck Poupeau et Marie-Christine Rivière.
- Pierre Bourdieu, Sociologie générale : Cours au Collège de France (1983-1986), vol. 2, Paris, Éditions du Seuil/Raisons d'agir, coll. « Cours et travaux », 2016, 1205 p. (ISBN 978-2-0213-3587-3). ouvrage édité par Patrick Champagne, Julien Duval, Franck Poupeau et Marie-Christine Rivière.
- Pierre Bourdieu, Anthropologie économique : Cours au Collège de France, Paris, Seuil/Raisons d'agir, coll. Cours et travaux, 2017, 352 p..
- Pierre Bourdieu, Microcosmes. Théorie des champs, Paris, Raisons d'agir, coll. Microcosmes, 2022  (ISBN 979-1-0970-8419-6). Publication à partir de notes et documents d'un ouvrage de synthèse conçu par Bourdieu mais abandonné[142].
- Pierre Bourdieu, L'intérêt au désintéressement : Cours au Collège de France (1987-1989), Paris, Éditions du Seuil/Raisons d'agir, coll. « Cours et travaux », 2022, 400 p. (ISBN 2-0214-3271-8).

### Documentation
Son fonds d'archives privées, de 100 mètres linéaires, soit plus de 1000 dossiers, et une grande partie de sa bibliothèque personnelle sont déposés à l'Humathèque Condorcet du campus Condorcet et sont ouverts à la consultation en 2022,.

## Prix et distinctions
Docteur honoris causa de l'université libre de Berlin (1989), de HEC Paris (1995), de l'université Johann-Wolfgang-Goethe de Francfort (1996), de l'université d’Athènes (1996) et de l'université de l'Est de la Finlande (1999).
- Chevalier de l'ordre des Palmes académiques (1982)
- 1993 : Médaille d'or du CNRS
- 1997 : 5e prix Ernst Bloch de la ville de Ludwigshafen
- 1996 : Goffman Prize (Berkeley)
- 2000 : Huxley Medal (Royal Anthropological Institute)
- 2001 : Corresponding Fellow de la British Academy

Son livre La distinction (A Social Critique of the Judgement of Taste) a été nommé un des dix plus importants travaux en sociologie du XXe siècle par l'Association internationale de sociologie.

## Interviews
- Le 28 juin 1966, a été enregistrée une émission consacrée au langage « De l'extension de la notion de langage et des concepts linguistiques » avec Pierre Bourdieu, Jean Hyppolite, Georges Mounin et Jean Laplanche. Elle est présentée par Dina Dreyfus et Alain Badiou.

## Hommages
Portent son nom :
- Des établissements ou locaux ou promotions d'enseignement ou de formation, scolaires ou universitaires :
  - Un lycée, avenue de Villaudric à Fronton (Haute-Garonne), porte son nom depuis 2007[148],
  - Un collège, avenue Pierre Angot à Mourenx dans les Pyrénées-Atlantiques[149],
  - L'Institut de travail social, 8 cours Léon Bérard à Pau[150],
  - L'université de Poitiers (Vienne) possède, depuis 2012, un amphithéâtre à son nom au sein de l'UFR en « Sciences humaines et arts »[151],
  - En 2022, la 51e promotion de l'Institut régional d'administration de Metz choisit « Pierre Bourdieu » comme nom de promotion[152].

- des résidences universitaires : 
  - à Saint-Denis, au 16 avenue du Dr Lamaze[153],
  - à Bonneuil-sur-Marne, au 2 carrefour du Général de Gaulle[154].

- des voies publiques[155] :
  - une rue Pierre Bourdieu à Sainte-Savine dans l'Aube, une voie privée en impasse donnant sur l'avenue du Général Leclerc, entre les numéros 122 bis et 124,
  - une rue Pierre Bourdieu à Tours en Indre-et-Loire, une rue partiellement en impasse en forme de Y, donnant sur la rue Védrines et celle du Colombier,
  - une rue Pierre Bourdieu à Morlaàs dans les Pyrénées-Atlantique, une rue formant trois côtés d'un quadrilatère donnant à ses deux extrémités sur le chemin de Brousse dans la zone d'activités Gaston Fébus,
  - une rue Pierre Bourdieu à Seclin dans le Nord, entre la route de Noyelles et la rue du 8 mai 1945.

### Filmographie
- 1984 : Entretien de Pierre Bourdieu avec Didier Eribon, cassette vidéo du CNRS.
- 1990 : Grands entretiens. Pierre Bourdieu, Antenne 2 avec Antoine Spire, Miguel Benasayag et Pascale Casanova. Cf. Si le monde social m'est supportable… Éditions de l'Aube, 2004.
- 1991 : Pierre Bourdieu, Chercheur de notre temps, vidéo du CNDP.
- 1991 : Bourdieu, Réflexions faites, émission de La SEPT, diffusée le 31 mars 1991.
- 1996 : Le champ journalistique, intervention filmée de Pierre Bourdieu au Collège de France. Cette intervention est à l’origine du livre Sur la télévision.
- 1998 : Grand entretien du Cercle de minuit, avec Laure Adler, France télévision (France 2), avril 1998.
- 1999 : Entretien Pierre Bourdieu et Günter Grass, Arte, diffusé le 5 décembre 1999.
- 2001 : La sociologie est un sport de combat de Pierre Carles : documentaire cinématographique sur l’engagement intellectuel de Bourdieu (en salle en 2001, en DVD en 2007).
- 2002 : Dans Enfin pris ? de Pierre Carles, le documentariste s’appuie sur un passage de Pierre Bourdieu dans l’émission de Daniel Schneidermann, Arrêt sur images, pour expliciter la théorie du sociologue sur le champ médiatique.